# Cathrin Schlüter
Cathrin Schlüter (* 8. September 1980 in Schwerin) ist eine ehemalige deutsche Volleyball-Nationalspielerin.

## Karriere
Cathrin Schlüter spielte in ihrer Karriere ununterbrochen für den Schweriner SC. Mit ihrem Verein konnte sie zahlreiche Erfolge feiern. Von 2000 bis 2002 war sie dreimal in Folge deutscher Meister, 2002 gewann sie zusätzlich den DVV-Pokal. 2006 konnte sie mit dem SSC das Double wiederholen. In diesem Jahr wurde die Mittelblockerin auch erstmals in die A-Nationalmannschaft berufen, mit der sie bei der WM in Japan ihr erstes großes Turnier erlebte, das mit einem enttäuschenden elften Platz endete. 2007 wurde sie erneut DVV-Pokalsiegerin. 2008 beendete Schlüter frühzeitig ihre Volleyball-Bundesligakarriere wegen eines Knorpelschadens im Knie. Seit 2010 spielt sie beim Regionalligisten SV Warnemünde, mit dem sie sich 2012 für die neugeschaffene Dritte Liga Nord qualifizierte.